# 潮汐
潮汐是地球上的海洋表面受到太陽和月球的萬有引力（潮汐力）作用引起的漲落現象。潮汐的變化與地球、太陽和月球的相對位置有關，並且會與地球自轉的效應耦合和海洋的海水深度有關、大湖及河口。在其它引力場的時間和空間系統內也会發生類似潮汐的現象。
在淺海和港灣實際發生的海平面變化，不僅受到天文的潮汐力影響，還會受到氣象（風和氣壓）的強烈影響，例如風暴潮。潮汐造成海洋和港灣口積水深度的改變，並且形成震盪的潮汐流，因此製作沿海地區潮汐流的預測在航海上是很重要的。在漲潮時會埋在海水中，而在退潮時會裸露出來的潮間帶等等，是潮汐造成的重要海洋生態。

## 名称

潮汐的时间分布。

地球上的海水或江水，受到太阳、月球的引力以及地球自转的影响，在每天早晚会各有一次水位的涨落，这种现象，早称之为潮，晚称之为汐。
- 海面上升達最高時，稱為滿潮或高潮（High water）﹔
- 海面下降至最低時，稱為乾潮或低潮（Low water）。
- 由乾潮至滿潮的期間，稱為漲潮（Flood）﹔
- 而由滿潮至乾潮的期間，則稱為落「退」潮（Ebb）。
- 自某一次滿潮至下一次滿潮，或由某一次乾潮至下一次乾潮的時間， 稱為潮汐的週期（Period of tide）。
- 滿潮與乾潮之海面高度差稱為潮差（Tidal range）。

## 特徵
潮汐是海平面以下面幾個階段變化的重覆週期：
- 海水經歷幾個小時的上漲或在海灘上進展，
- 水達到被稱為高潮的最大高度。
- 經歷幾個小時的海平面降低，或是像瀑布一樣從海灘退出，
- 水面在所謂的低潮停止降低。

潮汐停止的瞬間稱為死水或憩潮，然後潮水會改變方向，稱為轉向。憩潮通常發生在潮水最高和最低的附近，但是在高低水位的時刻，它們的位置有著顯著的不同。
潮汐可能是半日潮（一天有兩次高潮和兩次低潮），或一日潮（每天只有一次循環，也称全日潮）。在大多數的地區，潮汐都是半日潮。每天的分擔是不同的，因此在選定的日子裡，兩次高潮的高度不同（日均差）。在潮汐表內，會有不同的高高潮和低高潮。同樣的，每天的兩次低潮也會有高低潮和低低潮。日均差會隨著時間變化，通常在月球越過赤道的時候最小。

## 潮汐的組成

月球公轉與地球自轉方向相同，但地球自轉速度快於月球公轉，使漲潮被地球自轉帶著跑，在月球至中天前到來，相差約3度。
月球與潮汐隆起（tidal bulge，或稱隆堆）相互吸引，使得地球自轉漸漸變慢，而月球公轉漸快。這使得當前每一年月球軌道約推離地球38毫米，而地球的一日延長約23微秒。
因為月球對地球萬有引力的作用，地球視作一固態整體，較背對月球一側的海水更被拉近月球，因此背對月球一側的海水形同「升高」了。這造成兩端的潮汐隆起與每天兩次的漲潮。

潮汐的變化是多種不同週期活動最終的結果，這種影響稱為潮汐的組成。
潮汐變化的時間尺度範圍從數小時到一年，所以要在固定的觀測站以潮汐表精確的紀錄水位的高低變化，可以篩選出變化週期短於一分鐘的水位變化。這些資料將會和參考值（或已知數），通常是平均海平面，做比較。

### 主太陰半日潮
在大多數的地區，潮汐最主要的成分是主太陰半日潮，也稱為M2，它的週期是12小時25.2分鐘，正好是太陰潮汐日的一半，也是月球至下一次中天所需的一半時間，也是地球上同一個地點因為自轉再一次正對著月球的週期。使用簡單的潮汐鐘就可以追蹤這個成分的潮汐。因為月球以和地球公轉相同的方向環繞著地球運轉，因此太陰日比地球日長一點。以手錶上的分針做比較就可以瞭解：分針與時針在12:00重合，但再次重合的時間是1:05，而不是1:00就可以瞭解了。

### 變動的範圍：大潮和小潮
| 示意圖2：大潮 | 示意圖3：小潮 |

半日潮的潮差（在半天之內水域的最高和最低位置的變化）各自有兩個星期或14天週期的不同變化。在朔、望（滿月）的時刻，太陽、月球、地球處在一條線上，太陽和月亮的潮汐力迭加，潮汐的潮差會達到最大，稱為大潮（英文為，但與春季無關，不能譯為春潮，而是在字面上源自較古老的含義：跳躍、向前噴出、上升等水文學的自然現象）。當月球在上弦或下弦的位置，從地球看到的太陽和月球相距90度，
太陽的力量抵銷了部分的月球力量，使兩者的合力效果最小。在月相週期的這種位置上，潮汐的潮差最小：稱為小潮（英文的字源From Middle English neep, from Old English nēp (“scant, lacking”)）。大潮的時候，高水位高於平均值，而低水位低於平均值，憩潮的時間比平均短，但潮流比平均值強大；小潮的結果是一切都小於平均值。大潮和小潮的時間間隔大約是7天。
月球與地球之間的距離變化也影響到潮汐的高度，當月球在近地點，潮汐的潮差會增加，而在遠地點時潮汐的潮差會減少。每7.5個朔望月，朔或望與近點月重合，會造成近點月大潮而使潮汐的潮差達到最大。此時，若沿海地區出現風暴，將造成特別嚴重的災害（各種形式上的財物損失，等等）。

### 天文大潮
天文大潮（英語：Highest Astronomical Tide），也稱為春潮或大潮，是指地球、太陽和月球三者排列呈接近一直線時，引起的潮汐幅度最大的現象。這種排列通常在新月或滿月時發生，因為這時太陽、地球和月球處於一條直線上。
地球的潮汐是由月球和太陽的引力共同作用產生的。當月球和太陽處於同一側時（即新月或滿月時），它們的引力疊加增強，導致潮汐幅度增大，形成天文大潮。
在天文大潮期間，潮汐幅度達到高點，潮水的漲落幅度會比平常更大。這對於沿海地區和海洋生態系統都有一定的影響。在某些地區，天文大潮可能導致海水淹沒沿岸地區，並影響航運和漁業活動。

### 半日潮与全日潮
如果一个太阴日内发生两次高潮和低潮，且两次高潮之间和两次低潮之间的潮位差、间隔时间都相差不大，两次相邻的潮差几乎相等，则称其为正规半日潮。而在一个太阴日内只出现一次高潮和一次低潮则属于正规全日潮。通常将在半个月内有连续7天出现全日潮，其余时间出现半日潮且潮差不大的地区也归属于正规全日潮。當一天有兩次但高度不同的漲潮（也有兩次高度不同的退潮），這種形式稱為混合型半日潮，也可按照一个朔望月内出现正规半日潮及全日潮的天数来将介于两者之间的情况分为非正规半日潮及非正规全日潮。
墨西哥湾、北部湾的主要形式是正规全日潮，中国大陆黄海、东海沿岸的大部分地区是正规半日潮，而台湾澎湖、香港、美國大陸西岸等地的形式則是混合的半日潮。

### 海洋測深學
濱線和海床形狀的變化會改變潮汐的傳播，所以潮汐時間和高度的預測不能單純的只觀測月球在天空中的位置。海岸的特性，如水下的深度和海岸的形狀，都會影響到每個不同地區的潮汐預報；精確的海水高度和潮汐時間可能需要依據不同地區的海岸地形學特徵對潮汐流動影響的模型來預報。但是，對給定地點的潮汐，月球的高度和滿潮與乾潮時間的關係（月潮間隔）是有相對應的常數和可預測的，而相同海岸的其他地點的潮汐之間也是有關聯的。例如，維吉尼亞州諾福克的漲潮可預測出現在月球過中天之前的2.5小時。
大塊的陸地、河口和海灘對原本可以在全球自由流動的海水是一種障礙，它們不同的形狀和大小經常會影響到潮汐的大小，結果是潮汐有全日潮、半日潮等不同的類型。

### 其它的成分
影響潮汐的因素包括太陽的引力、地軸的傾斜、月球軌道的傾角和地球與月球軌道的橢圓形狀。
少於半天的周期變化稱為諧振成分。反之，長周期的成分是超過一天、一個月或一年的循環。

### 相位和振幅

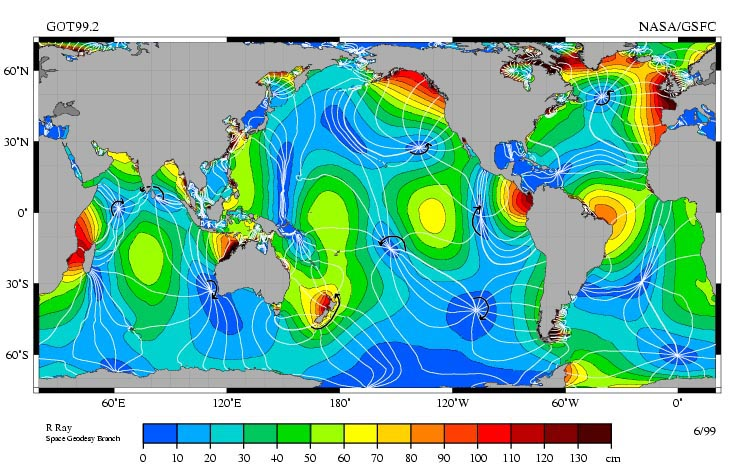
圖4：M_{2}潮汐的成分。振幅以顏色顯示，白線為間隔一小時的等潮線。環繞無潮點的曲線顯示潮汐的方向，每個指示6小時的同步週期

因為M2的成分是主宰潮汐的最主要因素，潮汐的階段或相位，使用在滿潮之後幾小時來呈現是有用的概念。潮汐的階段也可以用角度來測量，一個循環是360度。潮汐相位相同階段的連線稱為等潮線，類似地形圖上的等高線。等潮線（也稱為潮汐相位）沿著同時發生高潮的海岸延伸至海洋中，並且等潮線會沿著海岸推進。半日和長期相位的成分由海水每日的最高水位的高度來測量。這些與下面討論的精確性只適用於一個單一的潮汐成分。
對一個像水盆一樣被海岸線環繞的海洋，等潮線的點會快速的向內並匯聚在一個共同的點，稱為無潮點。無潮點是在一次的滿潮和乾潮的高低水位之間，海面沒有起與落，穩定不動的點（罕見的異常在潮期中經常發生在小島和它的周圍，如同環繞在紐西蘭和马达加斯加。）。潮汐的運動一般在掃過大陸的海岸線時會減少，因此橫越過等潮線的是振幅相同的輪廓（在高潮和低潮之間一半的距離），並在無潮點衰減為零。一個半日潮的無潮點大約在潮汐鐘正面的中間，時針指向滿潮的等潮線的方向；它的方向與乾潮的等潮線相對著。
滿潮線以無潮點為中心，以等潮線上升的方向，遠離退潮的等潮線，約每12小時旋轉一周。由於柯氏力效應，這種轉動通常在南半球是順時針方向，而在北半球是逆時針方向。與參考潮汐相位在相位上的差異稱為期。參考潮汐是在無陸地的0°經線，也就是格林威治子午線上假設的一個平衡潮成分。
在北大西洋，因為等潮線是以無潮點向逆時針方向旋轉，在紐約港的滿潮會比諾福克港早約一個小時。南方的哈特拉斯角的潮汐力更為複雜，因而不能只依靠北大西洋的等潮線來預測。

## 物理學

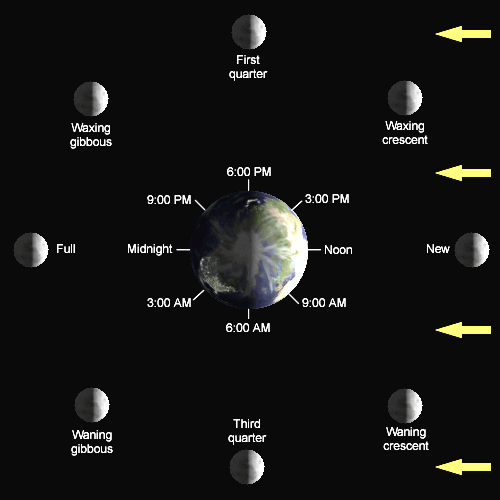
圖5：從北極鳥瞰的地球和月球。

### 潮汐物理學的歷史
漢代思想家王充在《論衡》中寫到：「濤之起也，隨月盛衰。」宋代學者余靖也在《海潮圖序》中說：「潮之漲落，海非增減，蓋月之所臨，則之往從之。」他們都指出了潮汐與月亮有所關聯。
牛頓在他的自然哲學的數學原理（1687）一書中以科學的研究奠定了用數學解釋潮汐發生的基礎力量。牛頓首先應用牛頓萬有引力定律計算由太陽和月球吸引造成的潮汐，並且提供了引潮力最初的理論。但是牛頓的理論和他的後繼者是採用之前拉普拉斯的均衡理論，在很大的程度上是以近似值描述潮汐即使在覆蓋整個地球的非慣性海洋中也會發生引潮力（或是相當於位能）對潮汐理論依然是有意義的，但做為一個中間的數值，而不是最終的結果；理論已經考慮地球動力學與潮汐的關係，而受到地形、地球自轉和其它因素的影響。
在1740年，在巴黎的法國皇家科學院提供獎金給最佳的潮汐理論，由丹尼爾·伯努利、Antoine Cavalleri、歐拉、和柯林·馬克勞林共享這筆獎金。
馬克勞林使用牛頓的理論顯示一個覆蓋了足夠深度海洋的單一平滑球體，在潮汐力的作用下會變形成為扁長的橢球體，而長軸就指向引起變形的天體。馬克勞林也是第一個寫下地球的柯里奧利力(科氏力)對運動的影響。
歐拉意識到在水平方向的力（引潮力）才是驅動潮汐的力（比垂直方向的起潮力大）。
在1744年，達朗貝爾研究潮汐的大氣方程式，但沒有包括轉動的因素。
皮埃爾-西蒙·拉普拉斯以偏微分方程的形式制訂有關海洋在水平的流動和海表面高度的系統，是第一件主要的潮汐動力理論，而且拉普拉斯潮汐方程在今天仍在使用。William Thomson, 1st Baron Kelvin重寫了拉普拉斯方程中的渦度項目，使方程式可以描述與解決驅動沿岸陷落波，也就是所知的克耳文波

。
其他人，包括克耳文與亨利·龐加萊繼續開發拉普拉斯理論，根據這些發展與E W布朗和Arthur Thomas Doodson的月球理論在1921年開發和發佈，第一個現代化的引潮諧波形式：道森列出了388項潮汐頻率，其中有些方法現在仍被使用著。

### 力
若以月球潮汐為例，作用於每單位質量的引潮力是月球的引力場在該單位質量的位置和在地心的矢量差。此每單位質量引潮力可分解為垂直 (即徑向) 分量 {\displaystyle T_{v}} 和水平 (即切向) 分量 {\displaystyle T_{h}}。簡化後，它們分別是
{\displaystyle T_{v}={\frac {GmR}{D^{3}}}(3\cos ^{2}\theta -1)}   和    {\displaystyle T_{h}={\frac {3GmR}{2D^{3}}}\sin 2\theta }。
其中 {\displaystyle G} 是萬有引力常數，{\displaystyle m} 是月球質量， {\displaystyle R} 是地球半徑，{\displaystyle D} 是地心與月心的距離， {\displaystyle \theta } 是該單位質量與地心的連線與地—月連線的夾角。
最高潮發生在正面向月球 ( {\displaystyle \theta =0^{\circ }} ) 和正背向月球 ( {\displaystyle \theta =180^{\circ }} ) 兩位置。在該兩處 {\displaystyle T_{v}={\frac {2GmR}{D^{3}}}} 及 {\displaystyle T_{h}=0}。最低潮則發生在 {\displaystyle \theta =90^{\circ }}  和 {\displaystyle \theta =270^{\circ }}  兩位置。在該兩處 {\displaystyle T_{v}=-{\frac {GmR}{D^{3}}}} 及 {\displaystyle T_{h}=0}。
數值上，{\displaystyle T_{v}={\frac {2GmR}{D^{3}}}} 是地球引力加速度 {\displaystyle g} 的千萬份之一  ({\displaystyle 1:10^{7}} )。這個比例約莫等於一根火柴與一輛 2 公噸汽車重量之比。無論潮汐幅度如何，此垂直引潮力與海水的重量仍保持這比例 (因為它們均正比於質量)。 如此微弱的引潮力是不可能在 {\displaystyle g} 的影響下能垂直把海水拉起或壓下。
事實上，海洋潮汐的發生是引潮力的水平分量 ({\displaystyle T_{h}}) 起的作用，而不是垂直分量 ({\displaystyle T_{v}})。 譬如，在 {\displaystyle \theta =90^{\circ }}  (低潮) 至 {\displaystyle \theta =0^{\circ }} (高潮) 的範圍內， {\displaystyle T_{h}} 都是沿地球表面以單一相同方向作用這長達地球周界四份之一的海水。 如果以平衡潮理論來說，這樣把海水水平擠壓就會令海水的壓強在這大範圍內隨 {\displaystyle \theta } 緩慢增加。同時，海水保持著平衡，海面下增大了的壓強就會把海水水位推至適當高度，在正面向和正背向月球兩位置，海水的壓強最大，水位亦升得最高 (潮漲)。 {\displaystyle T_{h}} 與 {\displaystyle T_{v}} 雖屬同數量級 (一樣微弱) ，但只是前者能產生可觀察的效果， 因為它不須與地心吸力抗衡及可以有長達 {\displaystyle 10^{7}m} 的作用距離。
如果以動力潮理論來說，{\displaystyle T_{h}} 亦較 {\displaystyle T_{v}} 重要， 它會把海水推動，形成潮流、潮波，把海水帶向潮漲位置。

## 规律

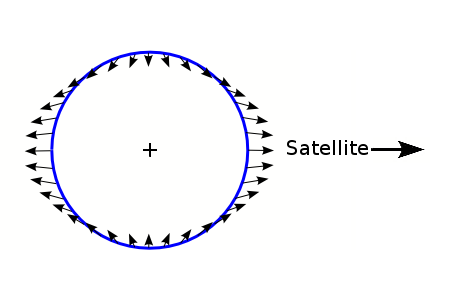
月球对地球不同部分的引力与对地心引力的差别

某个天体受外天体万有引力的作用下，正对外天体和背对外天体的部位外凸，而与外天体垂直的部位内凹。一般固体形变不明显，流体形变比较明显。
有關的學術文獻多不勝數，計算潮汐高度的公式已廣為人知。
註：太陽與月球對潮汐的引力貢獻比例約1:2.17

## 影响
潮汐的存在使天体之间的相对速度减小，对彼此的自转起刹车作用。比如，月球和地球之间的潮汐使月球的自转周期等于它的公转周期，稱之為潮汐鎖定。
潮汐使天体被拉长，如果是黑洞等质量巨大的天体引起的潮汐，一旦潮汐力超过分子间作用力，会把周围的物体撕得粉碎。
虽然潮汐对固体形变的影响不大，但是潮汐往往成为地球上地震（星震）的诱因之一。

## 应用
水位的涨落形成了水的势能和动能，即潮汐能。潮汐能是一种蕴藏量大、洁净无污染的可再生能源。人们通常在潮汐能资源丰富的海湾或河口修建潮汐发电站，利用潮汐能发电。
對於以浮潛為玩樂的人士來說，漲潮時比退潮時更適合進行潛水活動。相反地，有些活動如挖蜆，退潮時比漲潮時更適合進行。
澎湖的雙心石滬是利用海水的潮汐來捕魚，當漲潮時，魚會游進石滬裡覓食，退潮後魚就會受困在裡面，這時漁民就可以趁機捕撈漁獲。
钱塘江的涌潮是闻名中外的自然景观之一，每年吸引大量游客观赏。

## 外部連結
- 潮汐的成因 （页面存档备份，存于）
- 淺說星球的潮汐現象
- 為甚麼每天有兩次漲潮? （页面存档备份，存于）